# لوژوک
لوژوک (به مجاری:  Lúzsok) یک شهرداری در مجارستان است که در ناحیه شیه واقع شده‌است. لوژوک ۶٫۵۲ کیلومتر مربع مساحت و ۲۵۷ نفر جمعیت دارد.